# Loeflingia squarrosa
Loeflingia squarrosa är en nejlikväxtart som beskrevs av Thomas Nuttall. Loeflingia squarrosa ingår i släktet Loeflingia och familjen nejlikväxter.

## Underarter
Arten delas in i följande underarter:
- L. s. artemisiarum
- L. s. cactorum
- L. s. squarrosa